# Episodi di Marcus Welby (prima stagione)
La prima stagione della serie televisiva Marcus Welby è stata trasmessa in anteprima negli Stati Uniti d'America dalla ABC tra il 23 settembre 1969 e il 14 aprile 1970.
In precedenza, il 26 marzo 1969, è stato mandato in onda l'episodio pilota.
| nº | Titolo originale                  | Titolo italiano | Prima TV USA      | Prima TV Italia |
| -- | --------------------------------- | --------------- | ----------------- | --------------- |
| 0  | A Matter of Humanities            |                 | 26 marzo 1969     |                 |
| 1  | Hello, Goodbye, Hello             |                 | 23 settembre 1969 |                 |
| 2  | The Foal                          |                 | 30 settembre 1969 |                 |
| 3  | Don't Ignore the Miracles         |                 | 7 ottobre 1969    |                 |
| 4  | Silken Threads and Silver Hooks   |                 | 14 ottobre 1969   |                 |
| 5  | All Flags Flying                  |                 | 21 ottobre 1969   |                 |
| 6  | Echo of a Baby's Laugh            |                 | 28 ottobre 1969   |                 |
| 7  | The White Cane                    |                 | 4 novembre 1969   |                 |
| 8  | The Vrahnas Demon                 |                 | 11 novembre 1969  |                 |
| 9  | Madonna with Knapsack and Flute   |                 | 18 novembre 1969  |                 |
| 10 | Homecoming                        |                 | 25 novembre 1969  |                 |
| 11 | Let Ernest Come Over              |                 | 9 dicembre 1969   |                 |
| 12 | The Chemistry of Hope             |                 | 16 dicembre 1969  |                 |
| 13 | Neither Punch nor Judy            |                 | 23 dicembre 1969  |                 |
| 14 | Diagnosis: Fear                   |                 | 30 dicembre 1969  |                 |
| 15 | The Soft Phrase of Peace          |                 | 6 gennaio 1970    |                 |
| 16 | Fun and Games and Michael Ambrose |                 | 13 gennaio 1970   |                 |
| 17 | The Legacy                        |                 | 27 gennaio 1970   |                 |
| 18 | Dance to No Music                 |                 | 3 febbraio 1970   |                 |
| 19 | Go Get 'Em, Tiger                 |                 | 10 febbraio 1970  |                 |
| 20 | Nobody Wants a Fat Jockey         |                 | 17 febbraio 1970  |                 |
| 21 | The Other Side of the Chart       |                 | 24 febbraio 1970  |                 |
| 22 | The "Merely" Syndrome             |                 | 3 marzo 1970      |                 |
| 23 | Sea of Security                   |                 | 10 marzo 1970     |                 |
| 24 | The Daredevil Gesture             |                 | 17 marzo 1970     |                 |
| 25 | Enid                              |                 | 24 marzo 1970     |                 |
| 26 | Rebel Doctor                      |                 | 14 aprile 1970    |                 |